# 9963 Sandage
Sandage (asteróide 9963) é um asteróide da cintura principal, a 1,6849208 UA. Possui uma excentricidade de 0,2803383 e um período orbital de 1 308,5 dias (3,58 anos).
Sandage tem uma velocidade orbital média de 19,4655734 km/s e uma inclinação de 23,45366º.
Este asteróide foi descoberto em 9 de Janeiro de 1992 por Eleanor Helin.